# 210国道
210国道，也称为满防线、国道210线或G210线，是中国的一条国道，起点为内蒙古自治区包头市达尔罕茂明安联合旗满都拉镇，终点为广西壮族自治区防城港市的国道。
这条国道经过内蒙古、陕西、四川、重庆、贵州和广西6个省、自治区、直辖市。
在国家公路网规划（2013年－2030年）中，本国道向两侧延伸，起点由原包头市区改为满都拉镇中蒙边境口岸，修建途经子午谷(陕西省西安市长安区经宁陕县南至石泉县)，终点则由原南宁市改为防城港市。

## 里程表
| 城市名                                               | 距起点距离 |
| 内蒙古自治区包头市达尔罕茂明安联合旗满都拉镇（口岸） | 0          |
| 内蒙古自治区包头市固阳县                             |            |
| 内蒙古自治区包头市                                   |            |
| 内蒙古自治区鄂尔多斯市达拉特旗                       | 44         |
| 内蒙古自治区鄂尔多斯市                               | 136        |
| 内蒙古自治区鄂尔多斯市伊金霍洛旗                     | 176        |
| 陕西省榆林市                                         | 347        |
| 陕西省榆林市横山区                                   |            |
| 陕西省延安市子长市                                   |            |
| 陕西省延安市安塞区                                   |            |
| 陕西省延安市                                         | 663        |
| 陕西省延安市甘泉县                                   | 703        |
| 陕西省延安市富县                                     |            |
| 陕西省延安市洛川县                                   | 787        |
| 陕西省延安市黄陵县                                   | 829        |
| 陕西省铜川市宜君县                                   | 861        |
| 陕西省铜川市                                         | 910        |
| 陕西省西安市高陵区                                   | 1017       |
| 陕西省西安市                                         |            |
| 陕西省安康市宁陕县                                   | 1201       |
| 陕西省安康市石泉县                                   | 1278       |
| 陕西省汉中市西乡县                                   | 1347       |
| 陕西省汉中市镇巴县                                   | 1424       |
| 四川省达州市万源市                                   | 1513       |
| 四川省达州市                                         | 1664       |
| 四川省达州市大竹县                                   | 1739       |
| 四川省广安市邻水县                                   | 1804       |
| 重庆市                                               | 1897       |
| 重庆市巴南区                                         | 1954       |
| 重庆市綦江区                                         | 2014       |
| 贵州省遵义市桐梓县                                   | 2191       |
| 贵州省遵义市                                         | 2253       |
| 贵州省贵阳市息烽县                                   | 2344       |
| 贵州省贵阳市修文县                                   |            |
| 贵州省贵阳市                                         | 2418       |
| 贵州省黔南布依族苗族自治州福泉市                     |            |
| 贵州省黔东南苗族侗族自治州麻江县                     |            |
| 贵州省黔南布依族苗族自治州都匀市                     | 2574       |
| 贵州省黔南布依族苗族自治州独山县                     | 2641       |
| 广西壮族自治区河池市南丹县                           | 2765       |
| 广西壮族自治区河池市都安瑶族自治县                   | 2938       |
| 广西壮族自治区南宁市马山县                           | 2967       |
| 广西壮族自治区南宁市武鸣区                           | 3056       |
| 广西壮族自治区南宁市                                 | 3097       |
| 广西壮族自治区防城港市上思县                         |            |
| 广西壮族自治区防城港市                               |            |

## 历史
210国道在关中、陕北段，早在唐朝时为长安通往北方的延州古道（驿道）组成部分。1932年动工、1935年建成“咸榆公路”宽6米至3米半，碾压土路。1936年，陕西省政府主席杨虎城派兵工整修了咸榆公路延安以南原来难以通车路段，使甘泉至延安间汽车通行无阻。1937年秋冬，陕甘宁边区组织群众修筑延安姚店经青化砭、王家屯至延川县永坪77km公路，延川至永坪36.7km公路。使咸榆线全线得以贯通。1947年进攻延安之前，当局投资数十亿对咸榆公路沿线整修桥梁，在咸阳至界子河（今洛川县和富县县界）至甘泉之间路面铺装碎石（宽3公尺，厚11.7公分）。中华人民共和国成立后，改称咸宋公路（宋指吴堡县城宋家川镇），1952年3月在铜川成立“咸宋公路工程局”，按六级公路标准改建，路基加宽至7.5米，新铺碎石路面。1964年改称西包公路，西安至延安段铺筑油路。1980年始称210国道。
重庆至贵州段则为始建于1935年的原川黔公路。全面抗战爆发后，大量人员内迁重庆，这些移民在川黔公路沿线聚居，形成以公路里程碑为地名的聚落，在重庆南岸留下四公里、五公里、九公里等地名，川黔公路也与滇黔公路、滇缅公路一同构成抗战期间的对华援助路线。